# 东地大庙
东地大庙，简称东地庙，又称关帝庙、东泉大庙，是中华人民共和国新疆维吾尔自治区昌吉回族自治州奇台县西地镇的道教庙宇，是奇台县保存较为完整，规模最大的庙宇，同时也是新疆维吾尔自治区文物保护单位。东地大庙始建于清代乾隆时期，后几经拆毁、重建，到如今保留有关帝庙、娘娘庙、城隍庙三座古建筑，并新建有马王庙、钟楼、鼓楼、戏台等建筑，如今占地面积约5500平方米。

## 历史

### 历史兴衰
清乾隆四十一年（1769年），如今西地镇开始陆续有屯民在此垦荒屯田。乾隆五十四年（1789年），当地人开始动工修建东地大庙。乾隆五十七年（1792年），城隍庙、关帝庙、圣武宫等庙宇先后建成。如今西地镇可能就是得名于位于东地大庙以西。清嘉庆年到道光年，陆续新建有马王庙、圣贤殿、戏台等建筑设施。同治年间，受同治陕甘回乱（同治陕甘回民起义）影响，东地大庙几乎毁于兵燹。同治四年（1865年），白彦虎至此，道士离开，东地大庙诸多建筑被焚毁。不过因为纵火之人多为武行出身，敬畏关公，故唯关帝庙得以保全。
光绪十八年（1892年），战事平息已久，加上奇台县被辟为商埠，当地人口开始增多，当地及周边地区的群众开始捐资修复东地大庙的戏台、马王庙等建筑。甘肃省凉州木匠李秀为修复、维护东地大庙，自光绪十八年（1892年）来东地大庙后，在此度过了近60年。光绪三十四年（1908年），甘州人王画匠父子在东地大庙内创作壁画，其中一些保留至今。自修复后，东地大庙长期作为西地镇的政治、经济、文化中心。常年作为当地庙会举办地，其中以每隔三年举办的八月十五庙会尤为盛。每逢庙会，方圆几十里的民众会聚集到东地大庙，或烧香祈福，或看戏游览，或经营贸易。民国三十五年（1946年），奇台县北乡乡公所设于东地大庙，并在此设有私塾学堂。

### 当代保护

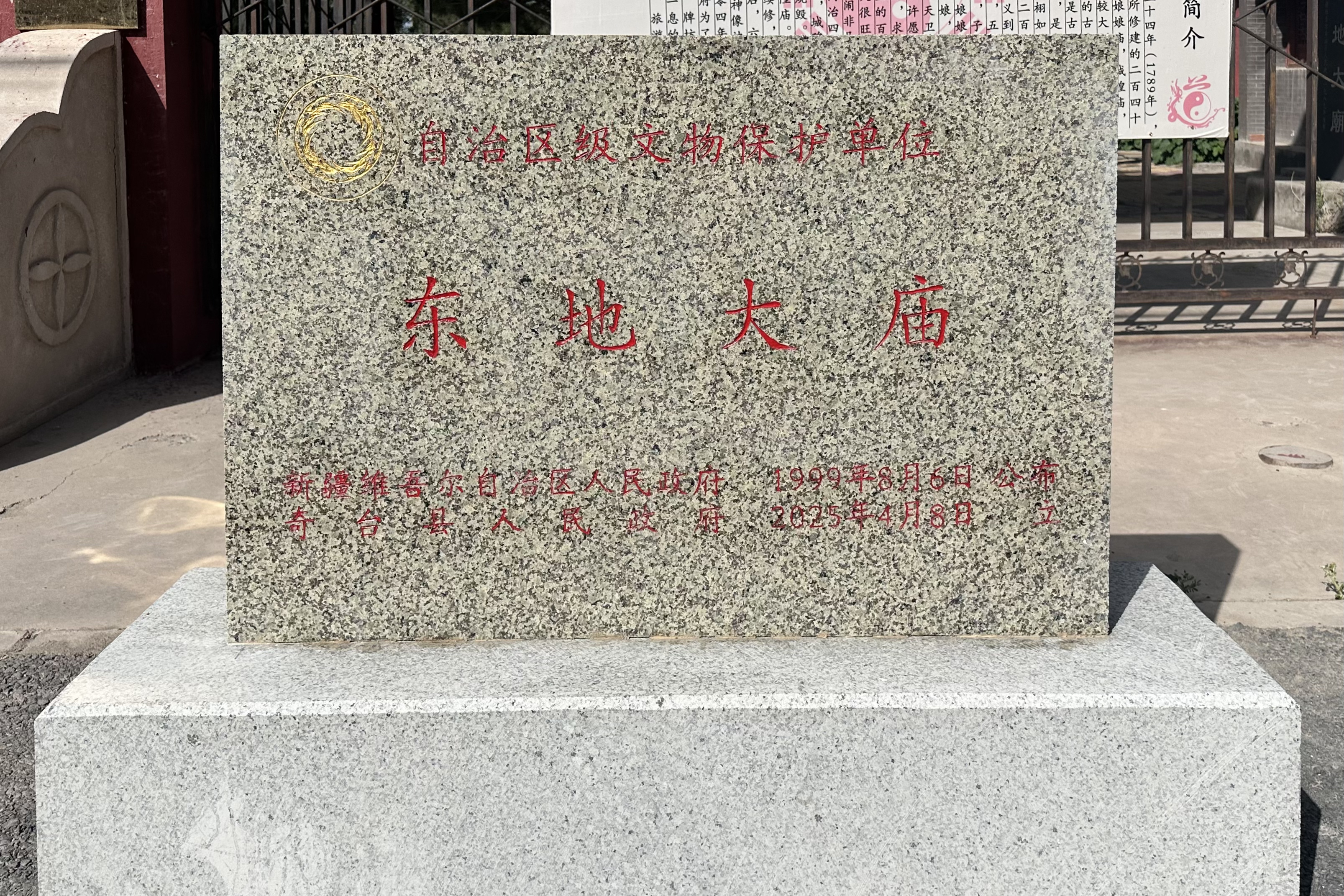
东地大庙是新疆维吾尔自治区文物保护单位

新疆和平解放后，东地大庙一度受到保护，曾作为物资交流大会的会址。但在破四旧运动中，东地大庙的建筑多遭拆毁，关帝庙中关羽、关平、周仓的泥像也被砸毁。不过在当地群众的保护下，部分建筑改作东地大队的仓库得以幸存。
1971年，东地大庙被列为奇台县文物保护单位，开始对庙宇建筑维修并聘专人看护。自此，东地大庙开始得到系统的保护。1994年，昌吉回族自治州将其列入昌吉回族自治州文物保护单位。1999年，新疆维吾尔自治区人民政府公布第四批新疆维吾尔自治区文物保护单位，东地大庙位列其中。
2004年和2005年，新疆维吾尔自治区文物局和奇台县当地先后投资修复东地大庙的关帝庙、娘娘庙、围墙、山门等建筑设施，重塑殿内泥像，复原壁画等。2010年，扩建东地大庙，新建起钟楼、鼓楼、戏台、门楼等建筑和设施。2011年，奇台县公布东地大庙保护范围及建设控制地带。2023年11月，奇台东地大庙道教壁画整理与研究项目成果展示在昌吉美术馆举办，成果以东地大庙30幅岩彩壁画的摹写为主，也包括对东地大庙及周围的人文景观创作的水彩、国画、素描等作品。
东地大庙会被奇台县、东地村等作为民俗文化活动的举办地点。如东地村举办的“弘扬传统文化 助力乡村振兴”民俗文化节、“文润庭州 大地流彩”群众村晚等。

## 形制
东地大庙位于中华人民共和国新疆维吾尔自治区昌吉回族自治州奇台县西地镇东地村。东地大庙占地面积约5500平方米，建筑控制范围约43500平方米。周围以民居为主，西侧为东地河，东侧为耕地。东地大庙东地大庙旧有建筑包括关帝庙、城隍庙、娘娘庙，三庙宇同处一院，其他建筑设施包括马王庙、钟楼、鼓楼、戏台、餐厅等。院内有数十棵超过200龄的榆树。

### 关帝庙
关帝庙又名乾隆大庙，建于清乾隆五十七年（1792年），是东地大庙建筑的主体，位于三座旧有建筑正中。关帝庙坐北朝南，平面呈“凸”字形，建筑整体面阔三间，进深三间，占地约68平方米。建筑分为前后殿，作勾连搭式联结，前殿为歇山卷棚顶，后殿为硬山顶。前殿面阔三间，为四架梁，檐下为廊，东西山墙开有拱门。后殿进深三间，面阔一间，纵向狭长，为三架梁。在屋梁上，记载有关帝庙的修建时间“乾隆壬子年孟夏”。
前殿立有四根红柱，外侧两根上书“德配天地千古圣，志在春秋一完人”对联。前殿进入后殿门两侧共计四幅浮雕，其中外侧的是两堵雕花青砖墙，左有一主题为蛟龙，右有一主题为丹凤。门上悬挂“忠义智勇”的匾额。后殿东、西侧墙面上有高3米有余，共计24幅环环套绘的壁画，内容是从桃园结义开始，关于关羽生平的故事。殿内供奉有修复后的关羽、关平、周仓的泥塑。

### 娘娘庙
娘娘庙位于关帝庙西侧，建于清光绪十一年（1886年），同为坐北朝南建筑，建筑面阔三间，进深三间，占地125平方米。分为前后殿，后殿硬山顶勾连搭前殿卷棚顶。前殿红柱有对联“送子送孙是男是女都要，降文 降武非良非善不收”。前殿东、西侧墙上分别绘有《五子夺魁图》和《教子图》两幅壁画，《五子夺魁图》内容是四个小孩抢夺大孩子手中头盔。《教子图》内容是一中年人用树枝抽打一孩子，周围有不知所措的几个孩子，图左上方抄写着数句《三字经》。前后殿连接的额枋绘有八仙图。门上悬挂“母氏初光”匾额。后殿北侧墙上有浮雕泥塑，内容是山水仙境。东、西侧墙上有《封神演义》故事的壁画，墙高处有渔、耕、樵、读等图。殿内有原有的神像基座，供奉有三霄娘娘等9尊神像。

### 城隍庙
城隍庙位于关帝庙东侧，建于清乾隆五十五年（1790年），同为坐北朝南建筑，建筑面阔三间，进深三间，占地50平方米。平面呈“凸”字形，分前后殿，同样是后殿硬山顶勾连搭前殿卷棚顶。前殿红柱对联内容为“白日无私贫富一般照应，青天有眼善恶两样分明”。门上悬挂“善恶分明”匾额。殿内存神主牌位，排位正面内容为“汉勅封忠列（烈）侯直隶秦州城隍老爷之神位”，背面内容为“献功德主秦州秦安县民系纯里正，一甲信士弟子刘自发，木画工秦州系河中里正，一甲信士弟子王重，乾隆伍十伍年玥十八日谷旦”。城隍庙东、西侧墙有四幅壁画，内容为为手持刑具的小鬼、六大判官。殿内供奉有城隍、判官、小鬼、牛头马面。